# Ассоциация финно-угорских народов
Ассоциа́ция финно-уго́рских наро́дов Российской Федерации (АФУН РФ) — общероссийское общественное движение, межрегиональное объединение финно-угорских общественных организаций РФ.

## История
Организация основана в 20 февраля 1992 года на собрании полномочных представителей финно-угорских народов в городе Сыктывкаре. Тогда была принята Декларация о создании межрегиональной, межэтнической организации Российской Федерации.
В состав организации входят представители финно-угорских и самодийских народов Российской Федерации.
Первое заседание проходило в городе Ижевске. 7 октября 1994 года штаб-квартира исполкома Ассоциации перенесена в город Ханты-Мансийск.
С июля 2002 года штаб-квартира находится в Саранске.

## Руководство Ассоциации
Председатель Президиума АФУН — Тултаев Пётр Николаевич (Республика Мордовия)

## Члены Ассоциации
Народы и народности представленные в ассоциации:
- Бесермяне
- Вепсы
- Водь
- Ижора
- Карелы
- Коми
- Коми-пермяки
- Манси
- Марийцы
- Мордва
- Нганасаны
- Ненцы
- Саамы
- Селькупы
- Сето
- Удмурты
- Ханты
- Энцы

## Съезды Ассоциации
- I Съезд май 1992 г., Ижевск
- II Съезд март-апрель 1995 г., Кудымкар
- III Съезд 13-14 октября 2005 г., Москва
- IV Съезд 24-26 сентября, 2009 г., Саранск
- V Съезд 26-28 сентября, 2013 г., Саранск[3]
- VI Съезд 27-29 сентября, 2017 г., Сыктывкар[4]
- VII Съезд 2021 г., Саранск